# Санитарные потери

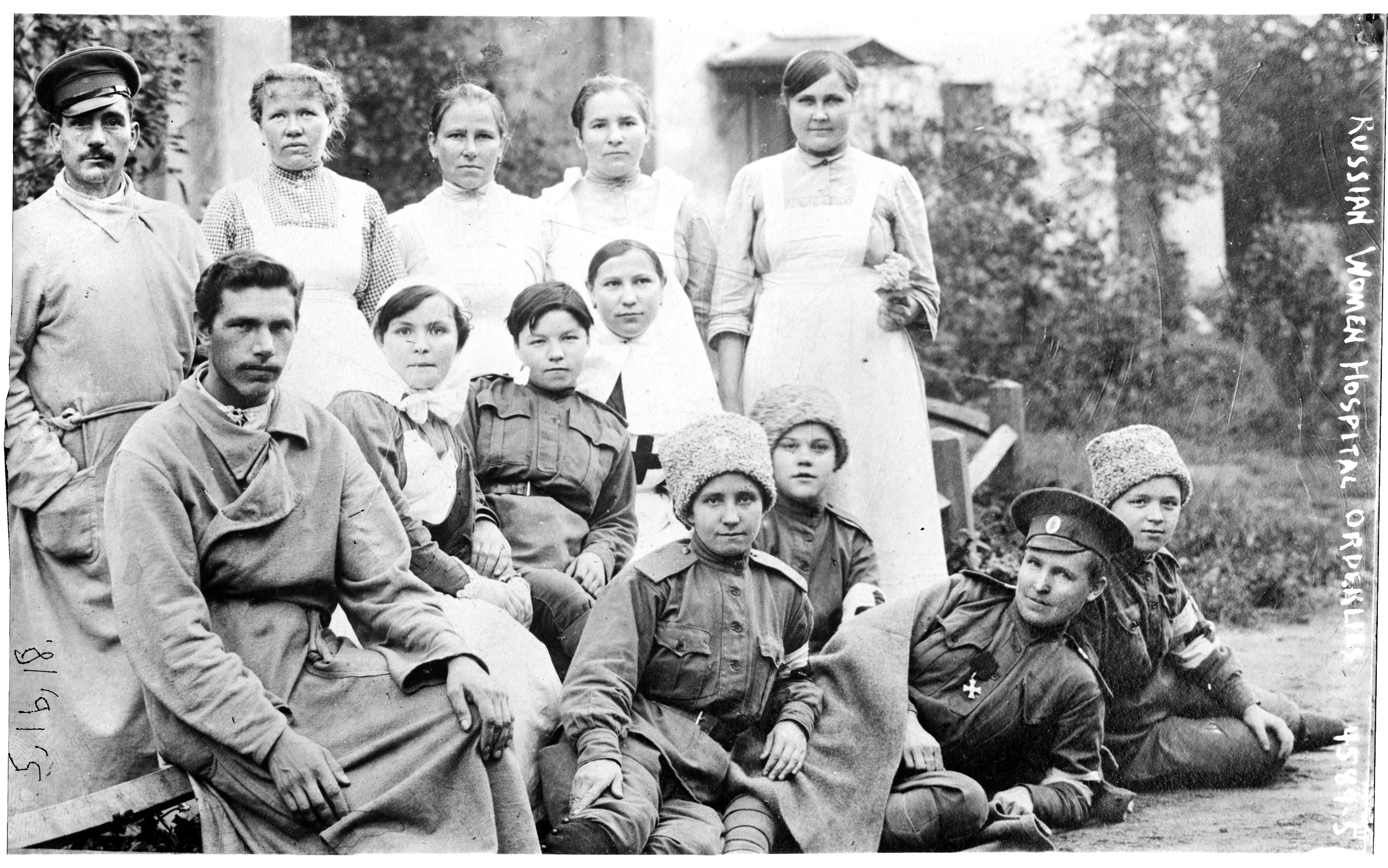
Персонал и выздоравливающие (санитарные потери), русский военный госпиталь, Первая мировая война.

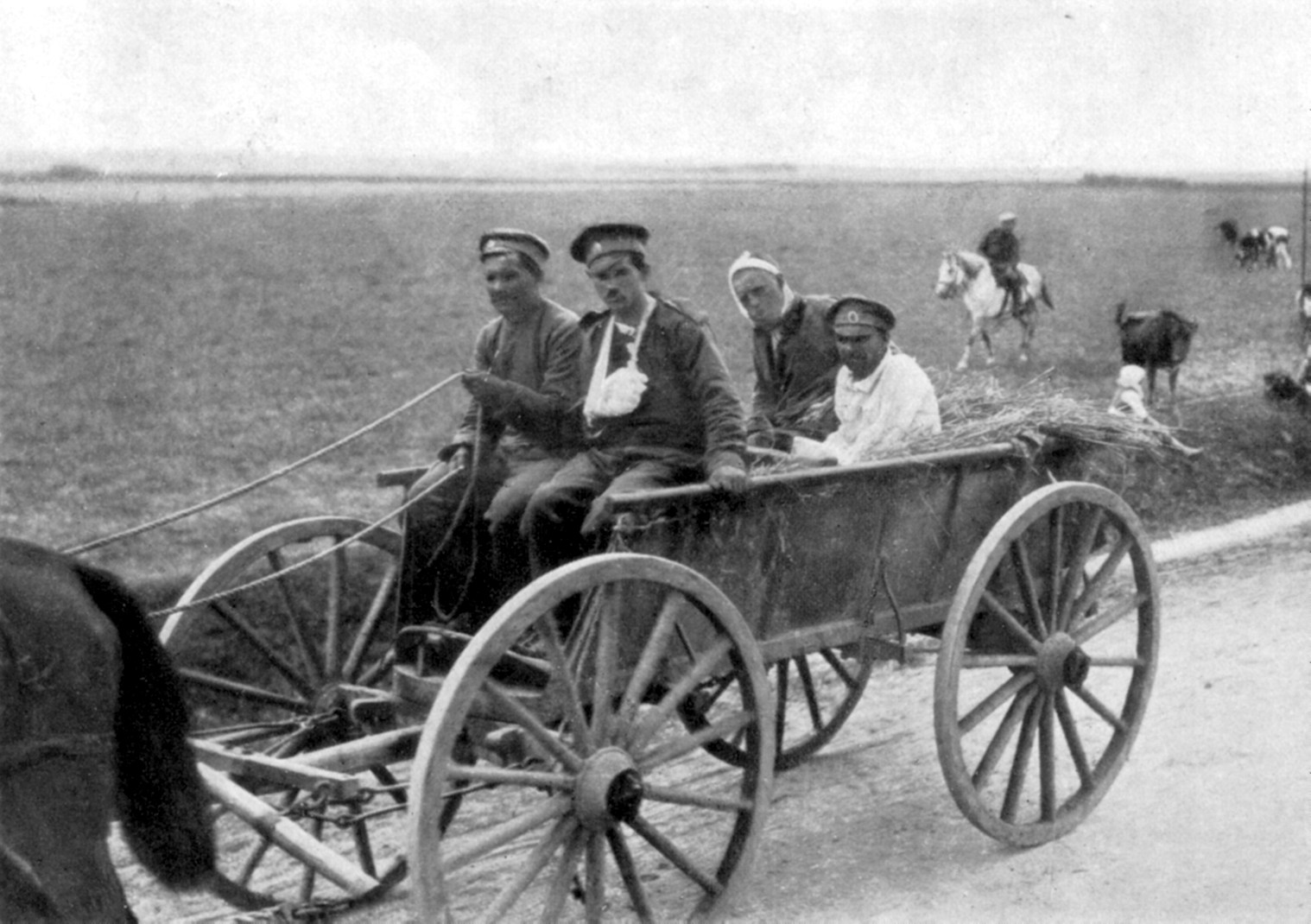
Доставка раненых (санитарные потери) в русский военный госпиталь, Первая мировая война.

Санитарные потери (СП) — временные потери среди личного состава формирований в военное время (во время военных (боевых) действий) или в результате чрезвычайной ситуации в мирное время, относятся к категории военных потерь в вооруженных силах.
Величина (количество) санитарных потерь личного состава формирований зависит от очень многих факторов, таких как: боевой дух, мужество, смелость, характер военных (боевых) действий, соотношения сил противоборствующих сторон, типов и видов применяемого сторонами вооружения и военной техники, степени защищённости войск (сил), их укомплектованности, обученности личного состава действиям по предназначению, характера местности, времени года, суток и многих, многих других.
Также применяется словосочетание Санитарные потери военнослужащих (СПВ).

## История
Вся история человечества связана с военным делом, защитой своей независимости и жизни, которая не обходилась без оружия, что и влияло на количество раненых и убитых. Так сложилось, что все новейшие достижения науки и техники первоначально всегда использовались для совершенствования вооружения и военной техники, отсюда и структура санитарных потерь зависит главным образом от характера поражающих факторов типа и вида применяемого оружия и условий боевой деятельности войск (сил), и менялась она с течением времени, в ходе совершенствования военного дела в различных государствах. В древние и средние века основную массу санитарных потерь составляли потери за счёт ранений холодным оружием, различных травм и эпидемий инфекционных заболеваний в войсках противоборствующих сторон. С появлением огнестрельного оружия (XIV век) и до середины XX века — главным образом за счёт поражений этим оружием, особенно количество санитарных потерь возросло после оснащения вооружённых сил скорострельным оружием — пулемётами и артиллерией, в результате чего выросло количество множественных ранений. Разрывы всевозможных калибров и размеров снарядов, мин, авиационных бомб и тому подобное сопровождаются возникновением ударной волны, вызывающей контузию личного состава.
Для примера, во время Отечественной войны 1812 года при обороне города Смоленск армия Багратиона, насчитывавшая около 15 000 сабель (кавалерия) и штыков (пехота), в течение 16 и 17 августа, за 35 часов боя понесли потери ранеными в количестве около 6 000 человек личного состава.
СП характеризуются наличием раненых, пораженных и больных, которые утратили боевую способность (боеспособность) (военное время) или трудоспособность (мирное время) не менее чем на одни сутки в результате военных (боевых) действий или чрезвычайных ситуаций, воздействия различных видов оружия, происшествий, несчастных случаев и поступивших (доставленных) из своих подразделений в медицинские пункты (МП) или в госпиталь (лечебные учреждения).
Различают боевые и небоевые санитарные потери. Военнослужащий не включается в санитарные потери, если он был выведен из строя менее чем на сутки (в связи с лёгкими ранениями, травмами и так далее). Потери отражают не число госпитализированных военнослужащих, а общее число госпитализаций; таким образом, один военнослужащий может быть включён в число санитарных потерь несколько раз в период военных действий.
Санитарные потери включаются в общие потери формирования (наряду с безвозвратными). Основная часть санитарных потерь относится к возвратным (временным) потерям, то есть после выздоровления личный состав возвращаются в строй (к труду).
Санитарные потери превышают безвозвратные потери значительно и это соотношение составляло (приблизительно):
- в Первую мировую войну 1914—1918 годов — около 4:1[2],
- во Вторую мировую войну 1939—1945 годов — около 3:1[2].

Во время Великой Отечественной войны (1941 — 1945 годов) удалось вернуть в строй ВС СССР 72,3 % раненых и 90,6 % больных из числа санитарных потерь.

Санитарные потери подразделений дивизии, непосредственно ведущих боевые действия, за период операции составляли, как правило, от 20 до 140 человек; в среднем 40 — 50 человек, в процентном выражении соответственно от 0,6 до 2,0. В сутки санитарные потери колебались от единичных до 25 человек, в среднем 5 — 10 для дивизии и 4 — 6 человек для бригады (полка).— Минобороны России, ГШ ВС России, Применение Ограниченного контингента советских войск для оказания военной помощи правительству Афганистана (декабрь 1979 г. — февраль 1989 г.). — М.: Воениздат, 1993. — С. 232.
За период войны в Афганистане санитарные потери ОКСВА составили почти 470 000 человек:
- 54 000 раненных, контуженных, травмированных;
- 416 000 заболевших.

Расчёт (прогнозирование величины и структуры) санитарных потерь военнослужащих и гражданских лиц особенно важен при планировании лечебно-эвакуационного обеспечения войск (сил) ВС и гражданского населения государства, в условиях современной войны, и имеет решающее значение и предопределяет успех этого обеспечения.
В системе гражданской обороны также принят термин «санитарные потери» но уже среди гражданского населения государства. Их классификация и структура не имеет существенных отличий от боевых «санитарных потерь» войск (сил) ВС.

## Груз 300
Военный термин, обозначающий транспортировку раненого солдата, вывозимого из мест боевых действий
Термин вошел в обиход после войны в Афганистане. При перевозке раненого заполнялась форма документа № 300 (типовой бланк).
Часто используется в оперативных переговорах военных и специальных служб для обозначения количества раненых («у нас двое трёхсотых»).

## Виды
Различают следующие виды санитарных потерь:
- боевые, в ходе боевых (военных) действий;
- небоевые, вне боевых (военных) действий или боевой обстановки, например, при различных чрезвычайных ситуациях.

## Классы и типы
По типам санитарных потерь различают потери военнослужащих, которые утратили боевую способность и были эвакуированы в лечебные учреждения не менее чем на одни сутки в результате:
- ранений;
- травм;
- контузий;
- заболеваний;
- обморожений
- ожогов
- излучения
- отравления.